# 皇家约旦航空航点
以下是皇家约旦航空的通航城市：
貨達目的地是約旦皇家航空公司貨運負責。
目的地後有※表示有貨運和客運。

## 現有的目的地

### 非洲
- 埃及
  - 亞歷山大（亞歷山大國際機場）
  - 阿里什（薩爾瓦多阿里什國際機場）
  - 開羅（開羅國際機場）※
  - 沙姆沙伊赫（沙姆沙伊赫國際機場）
- 利比亞
  - 的黎波里（的黎波里國際機場）
- 蘇丹
  - 喀土穆（喀土穆國際機場）※
- 突尼西亞
  - 突尼斯（突尼斯－迦太基國際機場）

### 亞洲

#### 東亞
- 中國
  - 香港（香港國際機場）

#### 東南亞
- 泰國
  - 曼谷（蘇凡納布機場）

#### 南亞
- 印度
  - 德里（英迪拉·甘地國際機場）
  - 孟買（贾特拉帕蒂·希瓦吉国际机场）
- 斯里蘭卡
  - 可倫坡（班達拉納克國際機場）

#### 西亞
- 巴林
  - 麥納麥（巴林國際機場）
- 伊拉克
  - 巴格達（巴格達國際機場）※
  - 巴斯拉（巴斯拉國際機場）
  - 阿爾貝拉（阿爾貝拉國際機場）
  - 蘇萊曼尼亞（蘇萊曼尼亞國際機場）
- 以色列
  - 特拉維夫（本·古里安國際機場）※
- 约旦
  - 安曼（阿勒娅王后国际机场）（樞紐機場）※
  - 亞喀巴（侯賽因國王國際機場）（重點城市）
- 科威特
  - 科威特城（科威特國際機場）※
- 黎巴嫩
  - 貝魯特（贝鲁特-拉菲克·哈里里国际机场）
- 阿曼
  - 馬斯喀特（馬斯喀特國際機場）
- 卡塔爾
  - 多哈（多哈國際機場）
- 沙特阿拉伯
  - 達曼（法赫德國王國際機場）
  - 吉達（阿卜杜勒-阿齊茲國王國際機場）
  - 利雅得（哈立德國王國際機場）※
- 敘利亞
  - 阿勒頗（阿勒頗國際機場）
  - 大馬士革（大馬士革國際機場）※
- 阿拉伯聯合酋長國
  - 阿布扎比（阿布扎比國際機場）
  - 迪拜（迪拜國際機場）
- 也門
  - 亞丁（亞丁國際機場）
  - 薩那（薩那國際機場）

### 歐洲
- 奧地利
  - 維也納（維也納國際機場）
- 塞浦路斯
  - 拉那卡（拉那卡國際機場）※
- 法國
  - 巴黎（巴黎夏爾·戴高樂機場）
- 德國
  - 美因河畔法兰克福（法兰克福国际机场）
  - 慕尼黑（慕尼黑國際機場）
- 希臘
  - 雅典（雅典國際機場）※
- 意大利
  - 米蘭（米蘭馬爾彭薩國際機場）
  - 羅馬（罗马—菲乌米奇诺列奥纳多·达芬奇国际机场）
- 荷蘭
  - 阿姆斯特丹（史基普機場）
- 俄羅斯
  - 莫斯科（多莫傑多沃國際機場）
- 西班牙
  - 巴塞羅那（巴塞羅那國際機場）
  - 馬德里（馬德里巴拉哈斯機場）
- 瑞士
  - 日內瓦（日內瓦國際機場）
  - 蘇黎世（蘇黎世國際機場）
- 土耳其
  - 伊斯坦布爾（阿塔图尔克國際機場）
- 烏克蘭
  - 基輔（鲍里斯波尔国际机场）
- 英國
  - 倫敦（倫敦希斯路機場）※

### 北美洲
- 加拿大
  - 蒙特利爾（蒙特利爾特魯多國際機場）
- 美國
  - 芝加哥（奧黑爾國際機場）
  - 底特律（底特律都會韋恩縣機場）
  - 紐約市（約翰·菲茨傑拉德·甘迺迪國際機場）

## 已取消的目的地

### 非洲
- 利比亞
  - 班加西
- 摩洛哥
  - 卡薩布蘭卡
  - 拉巴特
- 肯尼亞
  - 內羅畢

### 亞洲

#### 東南亞
- 印度尼西亞
  - 雅加達
- 馬來西亞
  - 吉隆坡
- 菲律賓
  - 馬尼拉
- 新加坡
  - 新加坡

#### 南亞
- 印度
  - 加爾各答
- 巴基斯坦
  - 卡拉奇

#### 西南亞
- 伊朗
  - 德黑蘭（計畫重啟航線）
- 巴勒斯坦領土
  - 加沙
  - 耶路撒冷
- 沙特阿拉伯
  - 宰赫蘭
- 阿拉伯聯合酋長國
  - 拉斯海瑪酋長國

### 歐洲
- 塞浦路斯
  - 尼科西亞
- 丹麥
  - 哥本哈根
- 羅馬尼亞
  - 布加勒斯特
- 南斯拉夫（現塞爾維亞）
  - 貝爾格萊德

### 北美洲
- 加拿大
  - 多倫多
- 美國
  - 休斯頓
  - 洛杉矶
  - 邁阿密
  - 三藩市
  - 華盛頓